# سدوهپتولوز ۷-فسفات
سدوهپتولوز ۷-فسفات  (به انگلیسی: Sedoheptulose 7-phosphate) با فرمول شیمیایی C7H15O10P یک ترکیب شیمیایی با شناسه پاب‌کم 165007 است. که جرم مولی آن ۲۹۰٫۱۶۲ گرم بر مول می‌باشد. 